# Marcel Beifus
Marcel Beifus (* 27. Oktober 2002 in Wolfenbüttel) ist ein deutscher Fußballspieler. Aktuell steht der Innenverteidiger beim Karlsruher SC unter Vertrag.

## Karriere

### Verein
Beifus begann in seiner Kindheit beim MTV Wolfenbüttel mit dem Fußballspielen, ehe er 2013 im Alter von 10 Jahren in das Nachwuchsleistungszentrum des VfL Wolfsburg wechselte. Dort durchlief er fortan alle Nachwuchsmannschaften. In der Saison 2018/19 spielte er bei den B1-Junioren (U17) als Innenverteidiger und Stürmer in der B-Junioren-Bundesliga und steuerte 10 Tore in 22 Einsätzen zum Gewinn der Meisterschaft in der Staffel Nord/Nordost bei. In der anschließenden Endrunde um die gesamtdeutsche Meisterschaft schied die Mannschaft jedoch im Halbfinale gegen Borussia Dortmund aus. Zur Saison 2019/20 rückte Beifus zu den A-Junioren (U19) auf und kam fortan in der A-Junioren-Bundesliga Nord/Nordost unter dem Cheftrainer Thomas Reis und dessen Nachfolger Henning Bürger als Stammspieler nur noch in der Innenverteidigung zum Einsatz. Obwohl noch ein Jahr für die U19 spielberechtigt, wurde er zur Saison 2020/21 gemeinsam mit seinem Trainer Bürger in die zweite Mannschaft hochgezogen, die in der viertklassigen Regionalliga Nord spielte. Insgesamt war Beifus zu Saisonbeginn wichtiger Teil der Mannschaft, ehe die Saison ab November 2020 aufgrund der COVID-19-Pandemie vorzeitig abgebrochen wurde. Er kam 7-mal stets in der Startelf zum Einsatz und erzielte ein Tor.
Zur Saison 2021/22 rückte Beifus in den Profikader von Mark van Bommel auf, da die zweite Mannschaft vom Spielbetrieb abgemeldet wurde. Dort spielte der 18-Jährige bei der ersten Runde des DFB-Pokals und an den ersten drei Bundesliga-Spieltagen allerdings keine Rolle und wechselte Ende August 2021 in die 2. Bundesliga zum FC St. Pauli. Am 19. September 2021 debütierte er unter Timo Schultz in der 2. Bundesliga, als er bei einem 4:1-Sieg gegen den FC Ingolstadt 04 kurz vor dem Spielende eingewechselt wurde. Am 3. Oktober 2021 gelang ihm beim 3:0-Sieg gegen Dynamo Dresden in seinem zweiten Einsatz sein erstes Profitor, nachdem er nur wenige Minuten zuvor eingewechselt worden war. Während er in der Rückrunde der Saison 2021/22 zu einigen Einsätzen über 90 Minuten kam, spielte er in der Saison 2022/23 bis zur Winterpause fast keine Rolle mehr im Kader der ersten Mannschaft und wurde stattdessen in der zweiten Mannschaft eingesetzt. Erst unter dem neuen Trainer Fabian Hürzeler kam Beifus wieder zu Kurzeinsätzen.
Am 5. Juni 2023 gab der Karlsruher SC die Verpflichtung von Beifus für zunächst zwei Jahre bekannt.

### Nationalmannschaft
2019 wurde Beifus in den Kader der U17-Nationalmannschaft für die Europameisterschaft 2019 berufen. Dort kam er zu seinem einzigen Einsatz für die U17. Im September 2020 folgte ein Einsatz für die U19. Im Oktober 2021 wurde Beifus erstmals in den Kader der U20-Nationalmannschaft berufen. Im August 2024 wurde er für die U21-Nationalmannschaft nominiert.

## Erfolge
- Meister der B-Junioren-Bundesliga Nord/Nordost: 2019